# پریورالیه
پریورالیه (به لاتین: Priuralye) یک منطقهٔ مسکونی در روسیه است که در باشقیرستان واقع شده‌است.